# Zona Reservada Chancaybaños
Die Zona Reservada Chancaybaños ist ein Schutzgebiet in Nordwest-Peru in der Region Cajamarca. Das Reservat wurde am 14. Februar 1996 eingerichtet. Verwaltet wird es von der staatlichen Naturschutz-Agentur Servicio Nacional de Areas Naturales Protegidas por el Estado (SERNANP). Das Areal besitzt eine Größe von 26,28 km². Das Schutzgebiet dient der Erhaltung einer bewaldeten Berglandschaft und der dort vorkommenden heißen Quellen.

## Lage
Das Schutzgebiet liegt in der peruanischen Westkordillere 80 km nordwestlich der Regionshauptstadt Cajamarca. Es befindet sich im Distrikt Chancaybaños in der Provinz Santa Cruz. Das Areal liegt zwischen den Flussläufen von Río Chancay im Süden und dessen rechten Nebenfluss Río Huamboyaco im Nordwesten und im Westen. Es liegt auf Höhen zwischen 1320 m und 2380 m. Die Nationalstraße 6B (Santa Cruz de Succhabamba–Chota) führt entlang der südlichen Grenze.

## Ökologie
Zur Fauna des Gebietes gehören der Andenkondor (Vultur gryphus), der Puma (Puma concolor), der Südamerikanische Fischotter (Lontra longicaudis), die Tayra (Eira barbara), das Brillentäubchen (Metriopelia ceciliae), der Rubintyrann (Pyrocephalus rubinus), die Ohrflecktaube (Zenaida auriculata) und der Guayaquilsittich (Psittacara erythrogenys). Zur Flora in der Region gehören der Tara-Strauch (Tara spinosa), die Gattung Jacaranda, der Pfriemenginster (Spartium junceum), die Agaven-Art Agave americana, der Blaue Eukalyptus (Eucalyptus globulus), die Spätblühende Traubenkirsche (Prunus serotina), Dodonaea viscosa, Loxopterygium huasango und Bursera graveolens.